# Alargamento da Zona Euro

Zona Euro (20)
Países da União Europeia (UE) obrigados a aderir à Zona Euro (7)
Países da UE com derrogação sobre a sua participação na Zona Euro (1)
Países que não fazem parte da UE, mas que têm acordo estabelecido sobre a utilização do euro (4)
Países fora da UE que utilizam o euro sem um acordo (2)

O alargamento da Zona Euro é um processo contínuo presente na União Europeia (UE), no qual novos países aderem à utilização do euro como moeda corrente. Todos os Estados-membros da União Europeia, exceto a Dinamarca e de facto a Suécia, são obrigados a adotar o euro como a sua única moeda corrente assim que atingirem um critério vigente determinado pela própria UE. Entre os critérios estão dois anos de participação no Mecanismo Europeu de Taxas de Câmbio (MTC II) e a manutenção da taxa de inflação dentro dos padrões da UE.
A introdução do euro ocorreu em 1999, quando 11 países-membros da UE adotaram o euro como a sua moeda corrente. Depois, a Grécia juntou-se à Zona Euro em 2001, antes da troca completa e física das moedas correntes nacionais, quando as cédulas e moedas do euro foram introduzidas definitivamente. A Eslovénia juntou-se ao bloco em 1 de janeiro de 2007. Chipre e Malta aderiram em 1 de Janeiro de 2008, a Eslováquia também se uniu à Zona Euro no primeiro dia de 2009, a Estónia em 1 de janeiro de 2011, a Letónia em 1 de janeiro de 2014 e, a Lituânia adotou o euro em 1 de janeiro de 2015, e por último, a Croácia adotou o euro em 1 de janeiro de 2023, Atualmente, a Zona Euro é formada por 20 países.

## Critério de adesão
Para aderir à Zona Euro (e portanto estar autorizado a cunhar o euro separadamente), o país deve primeiro ser membro da União Europeia, estando assim enquadrado num certo critério económico, incluindo a sua adesão ao MTC II, que vincula a taxa de câmbio da sua moeda corrente ao euro, dentro de uma faixa específica (normalmente ±15%).
Os microestados europeus que têm acordos monetários com países pertencentes à Zona Euro podem cunhar as suas próprias moedas de euro separadamente. Contudo, não têm poder político dentro da Zona Euro. Este é o caso do Mónaco, de São Marino, do Vaticano e de Andorra.

## Países fundadores
A  Zona Euro foi fundada a 1 de janeiro de 1999 por 11 Estados Membros: Áustria, Bélgica, Finlândia, França, Alemanha, Irlanda, Itália, Luxemburgo, Países Baixos, Portugal e Espanha.

## Ampliações

### Grécia
A Grécia foi o primeiro país a juntar-se à Zona Euro, após a sua adesão à UE. A sua adesão aconteceu em 1999. A taxa de câmbio entre o dracma grego e o euro foi fixada em 19 de junho de 2000 em 340,75 GRD, e a Grécia aderiu formalmente à Zona Euro em 1 de janeiro de 2001. As moedas e cédulas do dracma grego foram substituídas pelo euro em 1 de janeiro de 2002, juntamente com todos os países fundadores da Zona Euro.

### Eslovênia
A Eslovênia foi o primeiro país a juntar-se à Zona Euro após o lançamento das moedas e cédulas do euro. O euro substituiu o tolar esloveno em 1 de janeiro de 2007. A taxa de câmbio entre o euro e o tolar foi ajustada em 11 de julho de 2006 em 239,64 SIT. Mas ao contrário dos acontecimentos anteriores, as transações em dinheiro vivo e virtual foram introduzidas simultaneamente.

### Chipre
O Chipre substituiu a libra cipriota pelo euro em 1 de janeiro de 2008. A aplicação formal do euro no país iniciou-se em 13 de fevereiro de 2007. Em 16 de maio daquele ano, a Comissão Europeia, controlada pelo Banco Central Europeu, permitiu a introdução do euro no Chipre em 2008. A decisão final foi tomada pelos ministros das finanças da UE (Ecofin) em 10 de julho de 2007 e a taxa de conversão entre a libra cipriota e o euro foi estabelecida em 0,585274 CYP. O euro só é usado em regiões controladas pela República Cipriota, nas Bases Britânicas Soberanas de Acrotíri e Deceleia (sob a jurisdição do Reino Unido, fora da UE), e na Zona Livre das Nações Unidas no Chipre. A de facto República Turca do Chipre do Norte continua ainda a usar a nova lira turca como a sua moeda corrente principal, apesar de adotar o euro como moeda secundária.

### Malta
Malta substituiu a lira maltesa pelo euro em 1 de janeiro de 2008. Isto foi confirmado oficialmente em 26 de fevereiro de 2007. Em 16 de maio daquele ano, a Comissão Europeia permitiu a introdução do euro naquele país em janeiro de 2008. Os ministros das finanças da UE também deram carta verde em 10 de julho de 2007, e a taxa de conversão ficou estabelecida em 0,4293 MTL.

### Eslováquia
A Eslováquia adotou o euro em 1 de janeiro de 2009. A coroa eslovaca foi parte do MTC II desde 28 de novembro de 2005, requerendo-se que a moeda ficasse dentro de uma taxa de 15% de variação para mais ou para menos em relação ao euro como parte de um acordo estabelecido entre a Eslováquia e a UE. A taxa de variação foi mudada em 17 de março de 2007 e novamente em 28 de maio de 2008. A taxa de conversão entre a coroa eslovaca e o euro foi estabelecida definitivamente a 8 de julho de 2008, e ficou em 30,126 SKK.
Para auxiliar no processo da conversão para o euro, o Banco Nacional da Eslováquia anunciou em 1 de abril de 2008 o seu plano para retirar de circulação as cédulas e moedas de coroa eslovaca. Alguns dias depois, em 5 de abril, a Eslováquia finalmente começou a trocar a sua moeda corrente pelo euro, a fim de aderir à Zona Euro. Em 7 de maio de 2008, a Comissão Europeia aprovou a iniciativa e convocou os Estados-membros para endossar a solicitação durante a reunião dos ministros das finanças da UE em julho de 2008.
A Eslováquia adequou-se aos critérios de convergência do euro. Em 2,2%, a inflação eslovaca de doze meses foi bem abaixo dos 3,6% exigidos. Porém, a inflação anual de março de 2008 ficou exatamente em 3,6%. O défice fiscal ficou em 2,2%, abaixo dos 3% exigidos. E finalmente, a taxa da dívida pública eslovaca ficou em 29,4% do PIB em 2007, bem abaixo dos 60% exigidos. A opinião pública apoiou a mudança; 58% da população estavam a favor da mudança, mas 35% estavam contra. Mesmo assim, 65% estavam preocupados sobre os impactos inflacionários da adoção.

### Estônia
A coroa estoniana fazia, até 2011, parte do MTC II, estando vinculada ao euro com uma taxa de câmbio de 15,6466 coroas = 1 euro (a moeda esteve anteriormente ligada ao marco alemão, onde 8 coroas equivaliam a um marco).
A Estônia adotou a moeda única no 1 de Janeiro de 2011, substituindo a Coroa estoniana
A coroa estoniana fazia, até 2011, parte do MTC II, estando vinculada ao euro a uma taxa de câmbio de 15,6466 coroas = 1 euro (a moeda esteve anteriormente ligada ao marco alemão onde 8 coroas equivaliam a um marco). Todas as lojas da Estônia mostravam desde 2008 os preços em euros. A Estônia originalmente pretendia adotar o euro em 1 de janeiro de 2007, mas teve que adiar até 1 de janeiro de 2008 (devido à alta inflação do país, que estava fora dos parâmetros adotados pela UE) e mais tarde para 1 de janeiro de 2010, mas uma vez mais a alta inflação do país adiaria a entrada da Estônia à Zona Euro.
Em 1 de novembro de 2007, o primeiro-ministro da Estônia, Andrus Ansip, comprometeu-se a seguir uma política fiscal restritiva, para poder adotar o euro tão rápido quanto possível, apesar da elevada inflação. Em 14 de março de 2008, disse numa entrevista com a Reuters que a Estônia poderia juntar-se à Zona Euro em 2011.
A Comissão Europeia adotou no dia 12 de maio de 2010, o seu informe periódico sobre a disposição de convergência do euro. Chegou-se à conclusão de que a Estônia cumpre os critérios para adotar o euro e fez uma proposta ao Conselho a respeito. Em 8 de junho de 2010, os ministros da economia da UE decidiram no Luxemburgo que a Estônia unir-se-ia à Zona Euro em 1 de janeiro de 2011. Em 13 de julho de 2010, a Estônia recebeu a aprovação do Conselho de Ministros das Finanças da UE (ECOFIN) para a adoção do euro por parte deste país.

### Letônia
A Letônia é um membro da União Europeia desde 1 de maio de 2004, e é também um membro da União Económica e Monetária da União Europeia. A sua moeda, o lats letão, fez parte do MTC II, e a sua taxa de conversão flutuava dentro de um limite de 15% para mais ou para menos do valor acordado de 0,702804 lats = 1 euro. A Letónia tinha originalmente planeado adotar o euro em 1 de janeiro de 2008, mas foi depois concluído que não seria capaz de realizar a mudança antes de 2012, embora o chefe do Banco Nacional da Letónia tivesse sugerido que o ano de 2013 seria uma data mais realista. O ano de 2013 foi mais tarde descartado após a declaração do banco central da Letónia sobre a impossibilidade de se adotar o euro antes de 2014. Após o cumprimento dos critérios necessários para adotar o Euro, a Letônia recebeu o aval da UE para substituir sua moeda, o lats. No dia 1 de janeiro de 2014, a Letônia adotou o Euro como sua moeda, tornando-se assim o 18º membro da Zona do Euro.

### Lituânia
O litas lituano fez parte do MTC II, e na prática, esteve vinculado ao euro a uma taxa de conversão de 3,4528 litai = 1 euro. A Lituânia originalmente queria a data de 1 de janeiro de 2007 como a data alvo para a mudança para o euro, mas o projeto lituano para a mudança foi rejeitado pela Comissão Europeia. O principal fator da rejeição foi o fato da inflação estar um pouco mais elevada do que a estabelecida pela UE. Em dezembro de 2006, o governo lituano aprovou um novo plano de convergência, no qual reafirma que o governo da Lituânia deseja aderir à Zona Euro "o mais rápido possível". Porém, o governo também disse que o melhor período para a mudança só poderia ocorrer em 2010 ou depois, já que as previsões de inflação para 2007, 2008 e 2009 continuariam altas. O primeiro-ministro lituano Gediminas Kirkilas disse em 4 de dezembro de 2007 que a Lituânia "será capaz de aderir à Zona Euro entre 2010 e 2011."
A Lituânia era o mais recente membro da União Europeia a aderir a Zona do Euro, em 1 de janeiro de 2015, correspondendo ao 19.º membro do grupo até à entrada da Croácia, em 1 janeiro de 2023.

## Membros do MTC II
| País      | Moeda corrente     | Código | Taxa de conversão | Data oficial da adoção | Data esperada da adoção |
| --------- | ------------------ | ------ | ----------------- | ---------------------- | ----------------------- |
| Bulgária  | Lev búlgaro        | BGN    | 1,95583           | *                      | 2026                    |
| Chéquia   | Coroa checa        | CZK    | *                 | *                      | 2018-2020               |
| Dinamarca | Coroa dinamarquesa | DKK    | 7,46038           | Derrogação             | Derrogação              |
| Hungria   | Florim húngaro     | HUF    | *                 | *                      | *                       |
| Polónia   | Złoty polaco       | PLN    | *                 | *                      | *                       |
| Roménia   | Leu romeno         | RON    | *                 | *                      | 2029                    |
| Suécia    | Coroa sueca        | SEK    | *                 | Derrogação             | Derrogação              |

### Dinamarca
A Dinamarca vinculou a coroa dinamarquesa ao euro a uma taxa de conversão de 7,46038 coroas = 1 euro (que varia 2,25% para mais ou para menos) e a coroa continua fazendo parte do MTC II. Em dezembro de 1992, a Dinamarca negociou várias cláusulas derrogativas do Tratado de Maastricht (Acordo de Edimburgo), que inclui a não adoção do euro como moeda corrente. Isto foi feito como resposta ao fato do Tratado de Maastricht ser rejeitado pelo povo dinamarquês, confirmado num referendo realizado mais cedo naquele ano. Como resultado das mudanças, o tratado foi finalmente ratificado num referendo realizado em 1993. Em 28 de setembro de 2000, outro referendo se realizou na Dinamarca sobre o euro, que teve como resultado a não adoção do euro, suportado por 53,2% dos votantes dinamarqueses.
Em 22 de novembro de 2007, o novo governo reeleito declarou a sua intenção de realizar um novo referendo sobre a abolição de quatro cláusulas derrogativas, incluindo o euro, em 2011. Uma pesquisa de opinião aconteceu entre 31 de março e 2 de abril de 2008, tendo como resultado a adoção do euro sendo apoiada pela maioria dos dinamarqueses.
Com as consequências da Crise económica de 2008, as Ilhas Faroe, dependência autónoma da Dinamarca, cogitaram a hipótese da adoção do euro de forma independente da Dinamarca. As Ilhas Faroe justificariam o uso do euro com base do acordo financeiro entre as ilhas e a Dinamarca, que seria semelhante aos acordos estabelecidos entre os microestados e os países que usam o euro. Com isso, as Ilhas Faroe estariam autorizados pela UE a usar o euro e a cunhar as suas próprias moedas, embora não tivesse poder político dentro da Zona Euro.

## Obrigados a aderir
Os seguintes membros devem primeiro aderir ao MTC II antes de adotarem o euro:

### Bulgária
O lev búlgaro não faz parte do MTC II, mas está vinculado ao euro a uma taxa de conversão de 1,95583 levs = 1 euro desde o seu lançamento. Anteriormente, o lev búlgaro estava vinculado ao marco alemão. Portanto, a Bulgária já completou a grande maioria dos critérios dos membros da União Económica e Monetária da União Europeia (EMU) e deve completar, a partir de 2009, os critérios do Tratado de Maastricht para aderir à Zona Euro em 2012, ano alvo definido pelo ministro búlgaro das finanças Plamen Oresharski.
Enquanto que a taxa de conversão fixa entre o lev e o euro tem sido benéfica ao país, completando boa parte dos critérios estabelecidos pela EMU bem antes do previsto, a taxa de conversão fixa tem sido um incómodo para a economia búlgara. O primeiro-ministro disse que a Bulgária quer manter a taxa de conversão atrelada ao euro até a adoção do mesmo. Porém, fatores, tais como a alta inflação, uma taxa de conversão ao euro não realista e a baixa produtividade do país têm afetado negativamente o sistema económico nacional.
A Bulgária completava três critérios para se juntar à Zona Euro, mas falhava em dois. A tentativa da mudança para o euro não foi completada, na época, devido à instabilidade dos preços. A inflação búlgara anual em março de 2008 alcançou 9,4%, bem acima dos 4,2% estabelecidos pelo Tratado de Maastricht.
Pelo outro lado, a Bulgária completava o critério do orçamento nacional, que prevê que o défice não deverá exceder 3% do PIB búlgaro.
A Bulgária também se enquadrou dentro do critério da dívida pública, que se encontrava abaixo dos 60% definidos pelo Tratado de Maastricht. A dívida governamental estava caindo consistentemente de de 50% para apenas 18% em 2007. Esperava-se que a dívida pública caísse para apenas 11% do PIB em 2009.
Algumas análises indicavam que a Bulgária não seria capaz de se juntar à Zona Euro antes de 2015, principalmente devido à alta inflação e às repercussões da crise económica de 2008. Porém, o governo búlgaro estava considerando a introdução unilateral do euro, o que não era bem-vindo, segundo a Comissão Europeia.
No entanto, a Bulgária iria aderir ao MTC II, e assim adotar o euro futuramente, em novembro de 2009, mas a decisão foi adiada para janeiro de 2010.
A Bulgária vai aderir à zona euro, em 01 de janeiro de 2026.

### República Checa
A República Checa estava de modo similar obrigada pelo Tratado de Adesão de 2003 a aderir à Zona Euro a um certo ponto, mas não se esperava que isto fosse ocorrer de maneira rápida. A coroa checa não fazia parte do MTC II. Desde que a República Checa aderiu à UE em 2004, tem adotado uma política fiscal e monetária que tem como objetivo o alinhamento do país com as condições macroeconómicas do restante da União Europeia. Porém, a questão mais difícil de ser resolvida era o grande défice fiscal checo. Originalmente, a República Checa queria aderir ao MTC II em 2008 ou em 2009, mas o governo, da época, disse que o ano de 2010 seria o ano alvo para a adesão, e disse que o país não se enquadraria dentro do critério económico antes disso. Foi sugerido que o ano de 2013 seria o ano marcado para a transição da moeda. Embora o país estivesse economicamente mais bem posicionado do que outros membros da UE no que diz respeito à adesão à Zona Euro, não se esperava que o país trocasse a sua moeda pelo euro antes de 2015 devido a relutâncias políticas nesta questão.
Em 1 de janeiro de 2009, o primeiro-ministro checo Mirek Topolánek anunciou que 1 de novembro de 2009 seria a data quando o governo iria determinar a data alvo para adesão à Zona Euro, mas o ministro das finanças daquele país disse que a República Checa poderia adotar o euro em 2013.

### Hungria
O governo húngaro, que anteriormente tinha marcado a adesão do país à Zona Euro em 2010, cancelou os seus planos. A maior parte dos estudos financeiros, tais como aqueles produzidos pela Standard & Poor's e pela Fitch Ratings, sugeriam que a Hungria não seria capaz de adotar o euro antes de 2011 ou 2012, devido ao alto défice, que em 2006 excedeu 10% do PIB. Por outro lado, o défice caiu para 5% no final de 2008, e podendo alcançar apenas 3,8%. De acordo com o Reuters, o diretor do Banco Central Húngaro, Andras Simor, esperava se reunir com o governo húngaro durante a primeira metade de 2009 para discutir a adoção do euro. O ministro das finanças da Hungria disse que o país poderia começar a discutir sobre a sua adesão ao MTC II no fim de 2009, e à Zona Euro em 2013 ou 2014.

### Polónia
A Polónia está obrigada pelo Tratado de Adesão de 2003 a aderir à Zona Euro em algum ponto, mas indicações diziam que isto não seria possível por pelo menos alguns anos, até que a economia polonesa se enquadresse com os critérios estabelecidos. O złoty polaco não fazia parte do MTC II, sendo isto um requerimento obrigatório para que um país se juntasse à Zona Euro.
Em 10 de setembro de 2008, falando na abertura de um fórum económico no resort polaco de Krynica-Zdrój, o primeiro-ministro polaco, Donald Tusk, anunciou que o objetivo governamental dominante era a adesão à Zona Euro em 2012 através de um referendo que seria realizado em 2010, que poderia ser aprovado pelo Banco Central Europeu em 2011. Porém, a constituição polonesa teria que ser mudada antes. Além disso, para a Polónia aderir à Zona Euro em 2011, o país teria que aderir ao MTC II antes do segundo trimestre de 2009. Devido a todos estes empecilhos, o ano de 2011, ano alvo estabelecido pelo governo polaco para a adesão ao euro, não era realista, segundo especialistas económicos.

### Roménia
A Roménia planeja que a sua moeda corrente, o leu romeno, será substituído pelo euro quando o país atender todos os critérios de convergência do euro.

### Suécia
De acordo com o Tratado de Adesão de 1994, aprovado por referendo (com 52% dos votantes a favor do tratado), a Suécia teria que aderir à Zona Euro, em algum momento, quando os critérios de convergência fossem cumpridos. Porém, em 14 de setembro de 2003, 56% dos suecos rejeitaram a adoção do euro num referendo. O governo sueco tem argumentou que não adotar o euro era legal, já que um dos requerimentos para a adesão ao euro era ter aderido ao MTC II por pelo menos dois anos; ao simplesmente escolher a não adesão ao MTC II, o governo sueco estava provendo um meio formal de evitar as obrigações de adotar o euro. Alguns grandes partidos políticos suecos continuaram a acreditar que o interesse real dos suecos era o desejo da adesão ao euro, mas que mesmo aqueles que eram a favor da adesão ao euro preferiram acreditar no resultado geral do referendo, o que dificultou a entrada da questão em discussões futuras.
Antes das eleições parlamentares de setembro de 2006, todos os grandes partidos políticos concordaram não colocar a questão do euro antes das próximas eleições parlamentares (que deveria ocorrer em setembro de 2010). Os partidos políticos pareceram concordar que a Suécia não iria adotar o euro antes de um segundo referendo. Porém, o primeiro-ministro sueco disse em dezembro de 2007 que não haveria outro referendo a menos que a opinião pública o suporte. As pesquisas de opinião mostraram um suporte estável ao "não". Porém, em pesquisas feitas depois, o resultado foi incerto, com 48% continuando a apoiar o "não", mas 44% apoiando o "sim", tendo 6% indecisos.

## Sumário do progresso de adoção
Os novos países-membros da UE devem adotar o euro o mais rapidamente possível, assim que se enquadrarem dentro dos critérios estabelecidos. Para estes novos Estados-membros, a moeda única é "parte do pacote" dos participantes da UE. Excetuando-se a Dinamarca, que têm derrogações, a escolha de não aderir certos requisitos, tais como a adesão ao euro, não são permitidos.
Foi esperado que os países remanescentes aderissem ao terceiro estágio do EMU e que adiassem o euro de forma e em datas variadas: a Lituânia poderia adotar o euro em 2013, a Estónia em 2011, a Bulgária e a Polónia em 2012, e 2014 para a Roménia e Letónia. A República Checa originalmente iria adotar o euro em 1 de janeiro de 2010, mas isso ficou impraticável devido à situação económica do país. Uma nova data foi determinada, mas a adesão do país ao euro não deveria acontecer antes de 2015. A Hungria também adotou o ano de 2010 como ano alvo para a entrada do país na Zona Euro, porém uma nova data não foi determinada.
Em 16 de maio de 2006, a Comissão Europeia recomendou que a Eslovénia poderia ser um novo membro da Zona Euro. Menos de um ano depois, a Eslovénia aderiu ao euro. Em maio de 2007, a Comissão Europeia também recomendou o mesmo para Chipre e Malta, e a adesão dos países ao euro aconteceu em 1 de janeiro de 2008. Em 7 de maio de 2008, a Comissão Europeia também recomendou o mesmo para a Eslováquia, que se juntou à Zona Euro em 1 de janeiro de 2009.
Mostrar a habilidade de se adequar aos requisitos da União Económica e Monetária da União Europeia é um dos requisitos exigidos pelos "membros estabelecidos da UE" para que um país que deseje aderir ao euro possa efetivamente realizar o seu desejo. O Banco Central Europeu e a Comissão Europeia produzem a cada dois anos relatórios de análise da economia e de outras condições dos membros da UE que não são membros da Zona Euro. Nos relatórios, são mencionados a capacidade económica dos países não-membros que desejam aderia à Zona Euro. A primeira publicação desta natureza, que mostrou a situação financeira de dez países candidatos foi publicada em outubro de 2004.
Em 2014, o mais próximo país com potencial para aderir ao Euro era a Lituânia, que dos cinco critérios para a adoção, três foram concluídos, tendo o governo estabelecifo adotar a moeda única em 2015, sendo o último país báltico a fazer parte da Eurolândia.
|                                                 | Lituânia                                                                                | Polónia                                      | Bulgária                                     | Hungria                                                                                            |
| ----------------------------------------------- | --------------------------------------------------------------------------------------- | -------------------------------------------- | -------------------------------------------- | -------------------------------------------------------------------------------------------------- |
| Entrada para o MTC II                           | 28 de junho de 2004                                                                     | Esperado para 2009                           | Esperado para 2009                           | Esperado para 2009 ou 2010                                                                         |
| Instituição coordenadora                        | Comissão para a Coordenação da Adoção do euro na Lituânia, criado em 30 de maio de 2005 | Não há                                       | Não há                                       | O trabalho preparatório está em andamento no Ministério das Finanças e no Banco Central da Hungria |
| Plano nacional de mudança aprovado              | A primeira versão aprovada pelo governo lituano em 27 de setembro de 2005               |                                              | Ainda não aprovado                           | |
| Tipo de cenário                                 | Big Bang                                                                                | Big Bang                                     |                                              | Big Bang com algumas características próprias                                                      |
| Período de dupla circulação                     |                                                                                         |                                              | 15 dias                                      | 1 mês                                                                                              |
| Troca da moeda nacional                         | Não há posição governamental                                                            | Não há posição governamental                 | Banco Central da Letónia, período indefinido | |
| Preços duplos                                   | 60 dias antes e depois da entrada do euro                                               |                                              |                                              | |
| Cunhagem e impressão próprias                   | Sim                                                                                     | Sim                                          | Sim                                          | Sim                                                                                                |
| Moedas com características nacionais            | Aprovado                                                                                | Consideração mediante consulta pública       | Ainda não decidido                           | Ainda não decidido                                                                                 |
| Número de diferentes designers da moeda do euro | 3                                                                                       | Não decido ainda                             | Não decidido ainda                           | Não decidido ainda                                                                                 |
| Quantidade necessária de cédulas e moedas       | Não decidido ainda                                                                      | Não decidido ainda                           | Não decidido ainda                           | 87 milhões de cédulas e 300 milhões de moedas                                                      |
| Adaptações legais                               | Lei-esboço sobre a adoção do euro está preparada                                        | Não decidido ainda                           | Não decidido ainda                           | Não decidido ainda                                                                                 |
| Estratégia de comunicação                       | Endossada pelo governo lituano em 27 de setembro de 2005                                | Não decidido ainda                           | Não decidido ainda                           | Não decidido ainda                                                                                 |
|                                                 | Chéquia                                                                                 | Roménia                                      | Suécia                                       | Dinamarca                                                                                          |
| Data alvo para a adoção do euro                 | Não antes de 2015                                                                       | 1 de janeiro de 2014                         | Não está sob consideração                    | Referendo sobre a adoção do euro a ser realizado                                                   |
| Entrada no MTC II                               | Não definido                                                                            | Não antes de 2012                            | Não está sob consideração                    | 1 de janeiro de 1999                                                                               |
| Instituição coordenadora                        | Não definido                                                                            | Grupo de Trabalho Interinstitucional MoF-NBP | Não está sob consideração                    | Não está sob consideração                                                                          |
| Plano nacional de mudança aprovado              | Aprovado em 11 de abril de 2007                                                         | Não definido                                 | Não está sob consideração                    | Não está sob consideração                                                                          |
| Tipo de cenário                                 | Big-Bang                                                                                | Não definido                                 | Não está sob consideração                    | Não está sob consideração                                                                          |
| Período de dupla circulação                     | Não definido                                                                            | Não definido                                 | Não está sob consideração                    | Não está sob consideração                                                                          |
| Troca da moeda nacional                         | Não definido                                                                            | Não definido                                 | Não está sob consideração                    | Não está sob consideração                                                                          |
| Preços duplos                                   | 5 meses antes da adoção e 12 meses após                                                 | Não definido                                 | Não está sob consideração                    | Não está sob consideração                                                                          |
| Cunhagem e impressão próprias                   | Sim                                                                                     | Sim                                          | Não está sob consideração                    | Se aprovado em referendo, sim                                                                      |
| Moedas com características nacionais            | Competição sob consideração                                                             | Não definido                                 | Não está sob consideração                    | Não definido                                                                                       |
| Número de diferentes designers da moeda do euro | Não definido                                                                            | Não definido                                 | Não está sob consideração                    | Não está sob consideração                                                                          |
| Quantidade necessária de cédulas e moedas       | 230 milhões de cédulas e 950 milhões de moedas                                          | Não definido                                 | Não está sob consideração                    | Não está sob consideração                                                                          |
| Adaptações legais                               | Não definido                                                                            | Não definido                                 | Não está sob consideração                    | Não está sob consideração                                                                          |
| Estratégia de comunicação                       | Não definido                                                                            | Não definido                                 | Não está sob consideração                    | Não está sob consideração                                                                          |